# Magawa
Magawa (Morogoro, Tanzania, 5 de noviembre de 2013  - 8 o 9 de enero de 2022) era una rata gigante africana (Cricetomys gambianus) que trabajaba como HeroRAT olfateando minas terrestres en Camboya para la organización no gubernamental APOPO, que entrena ratas para detectar minas terrestres y tuberculosis. Magawa fue la rata olfateadora de minas terrestres más exitosa en la historia de la organización y recibió la Medalla de Oro PDSA en 2020.

## Biografía

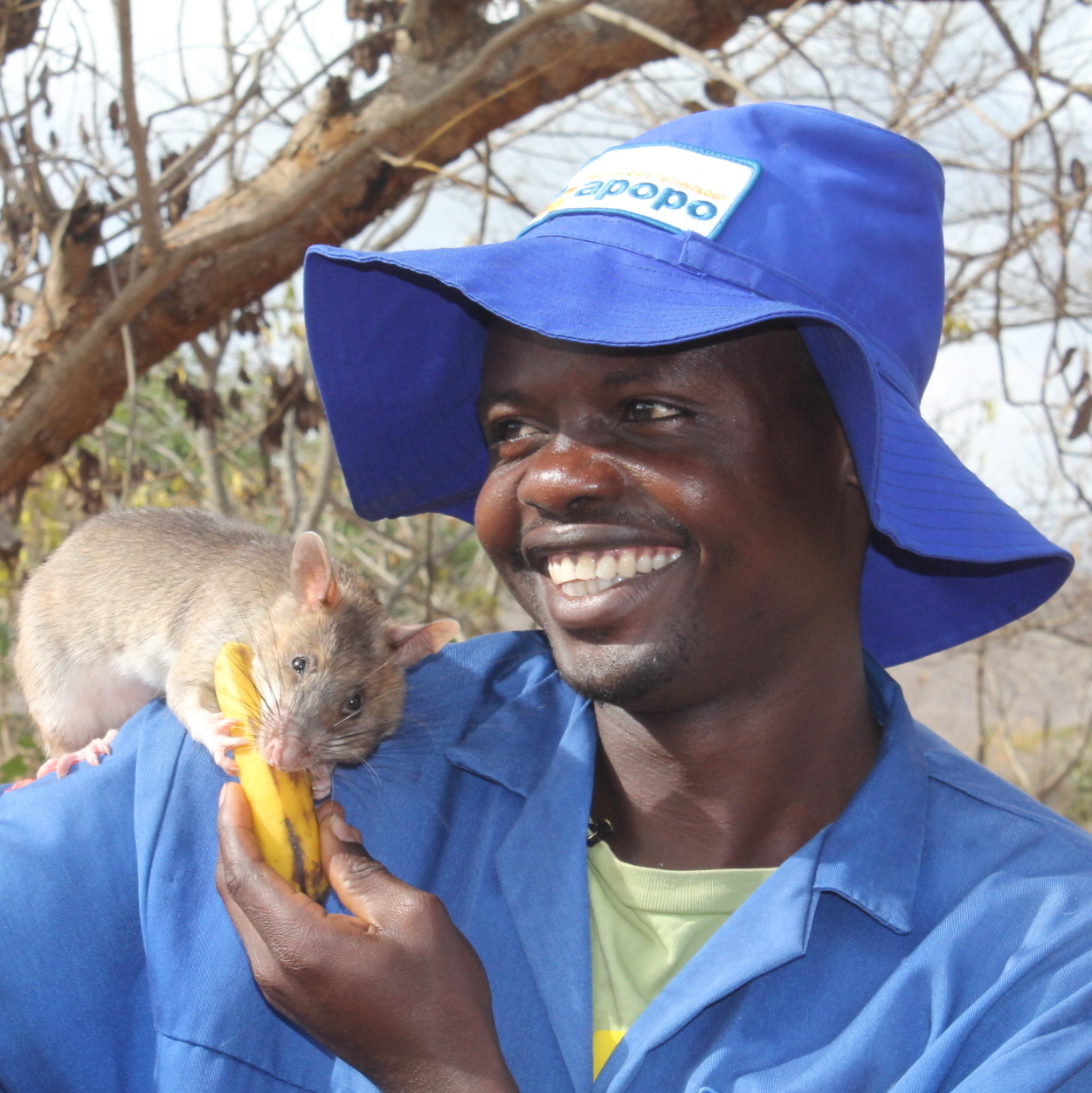
Una rata entrenada por APOPO

Magawa nació en noviembre de 2013 en la sede de APOPO en la Universidad de Agricultura de Sokoine en Morogoro, Tanzania. Después de ser entrenado para detectar minas terrestres como "HeroRAT", fue trasladado a Siem Reap, Camboya, en 2016 para comenzar el trabajo de remoción de minas terrestres.

## Carrera profesional

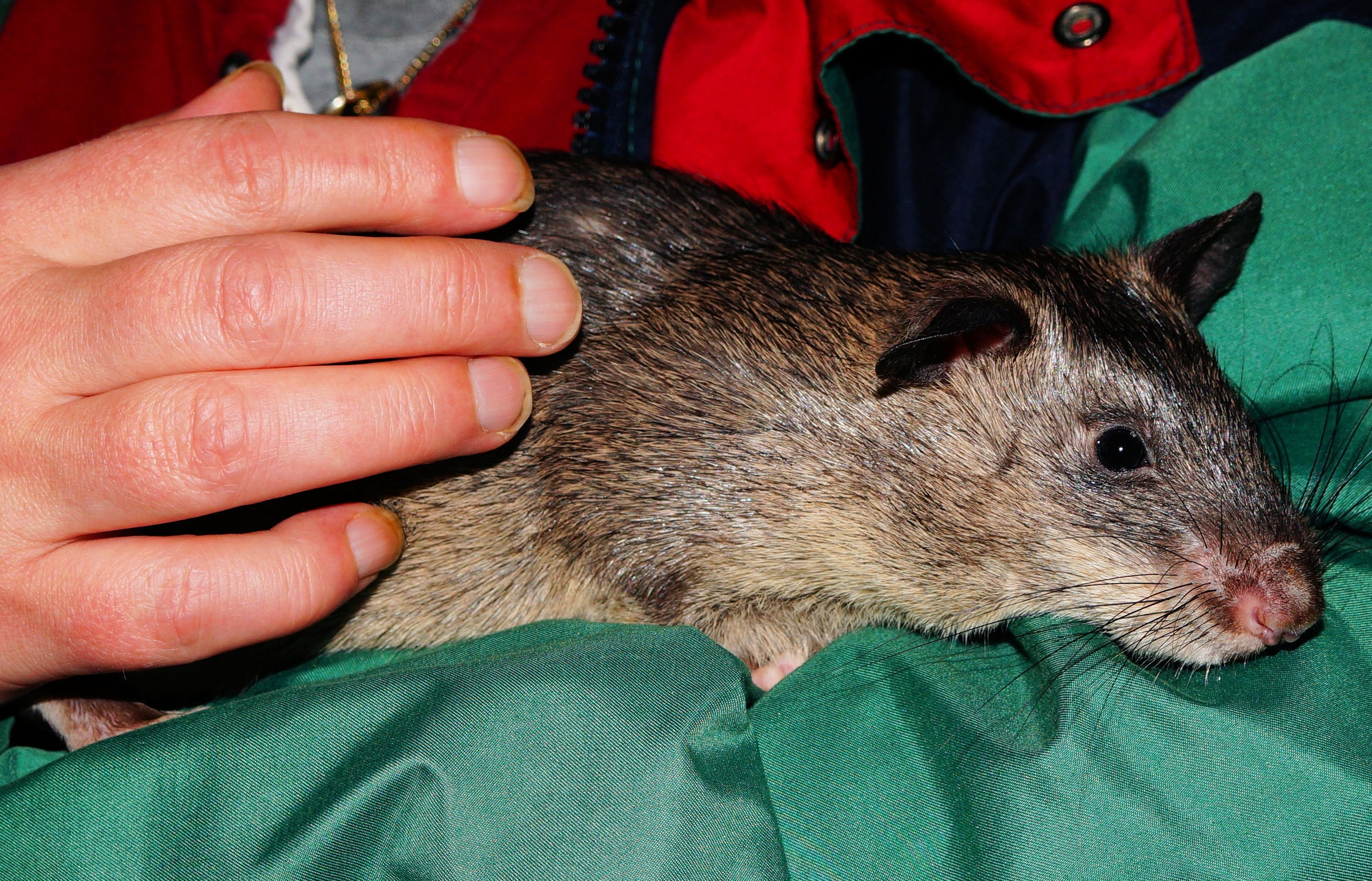
Cricetomys gambianus es una especie de rata gigante de carrillos o mejillas.

De 2016 a 2021, Magawa limpió más de 22,5 hectáreas (56 acre) de tierra en Camboya. En ese tiempo, encontró 71 minas terrestres y 38 artefactos explosivos sin detonar. Magawa fue entrenado para olfatear TNT en explosivos, lo que le permitió descartar chatarra que confundiría a los detectores de metales. Pudo buscar minas terrestres mucho más rápido que los humanos debido a su excepcional sentido del olfato y su peso ligero, lo que le impidió detonar las minas. Recibió la Medalla de Oro PDSA el 25 de septiembre de 2020 por su trabajo y fue la primera rata en hacerlo. Magawa fue la rata olfateadora de minas más exitosa en la historia de APOPO cuando recibió su medalla, y fue descrito por el gerente del programa en Camboya como una "rata muy excepcional" después de su retiro.

## Jubilación y muerte
Magawa se retiró de la detección de bombas en junio de 2021 debido a su vejez, como es habitual en los HeroRAT de APOPO. Pasó varias semanas asesorando a 20 ratas recién reclutadas antes de finalmente retirarse a una vida de "comer plátanos y maní". Magawa murió en paz a principios de enero de 2022 y fue el HeroRAT más exitoso de la organización en el momento de su muerte.